# Irving Widmer Bailey
Irving Widmer Bailey (15 de agosto de 1884 - 16 de mayo de 1967) fue un botánico, paleontólogo estadounidense.

## Biografía
Nació en Tilton, en el estado de Nuevo Hampshire. Su padre, Solon Irving Bailey era profesor de astronomía en la Harvard University. En 1907, obtuvo su título de honor por el Harvard College y dos años más tarde recibió su título de M.Sc. en Forestales por la Escuela de Ciencias Aplicadas de Harvard.
El mismo año consiguió un trabajo de profesor de Ingeniería Forestal en la escuela cercana donde enseñó biología. A menudo trabajaba en la Institución Bussey que luego se convirtió en una división de la Escuela Superior de Biología Aplicada, y en el mismo equipo, tuvo cargos en el Arnold Arboretum y Herbario Gray las cuales fueron divisiones de los herbarios de la Universidad de Harvard. Era también un ingeniero calificado.
Un día, el decano de Facultad de Artes y Ciencias de Harvard le pidió que creara un plan, que se convirtió en ser conocido con el Plan Bailey y se convirtió en polémica debido a la sugerencia de que todos los sectores de botánica deberían unificarse. Propuso tal plan para la Corporación Harvard en 1945 cuyo resultado fue la erección del Herbario Harvard de la Universidad.

### Primera Guerra Mundial y Segunda Guerra Mundial
En 1911 se casó con Helen Diman Harwood y tres años más tarde, debido a la Primera Guerra Mundial, comenzó a trabajar para la Oficina de Producción de Aviones en Wright Field, Dayton, Ohio donde estuvo a cargo de la madera y por su experiencia previa en botánica sabía qué madera se necesitaba para construir aviones. Durante la Segunda Guerra Mundial ayudó en diseñar camouflage cuando fue parte del Proyecto Camouflage en la Engineers' School de Fort Belvoir, Virginia. Durante su carrera de 58 años, publicó 140 trabajos antes de su muerte el 16 de mayo de 1967.

## Algunas publicaciones
- 1954. Contributions to Plant Anatomy, v. 15. Chronica Botanica. Ed. Chronica Botanica Company, 259 p.

- 1949. The Morphology and Relationships of Austrobaileya. Con B.G.L. Swamy, 16 p.

- 1913. The Preservative Treatment of Wood: The validity of certain theories concerning the penetration of gases and preservatives into seasoned wood. I, 7 p.

- 1911. A cretaceous Pityoxylon with marginial tracheides. 325 p.

## Honores
- 1947-1949: Vicepresidente, American Academy of Arts and Sciences.
- 1954: Galardón Mary Soper Pope de la Cranbrook Institute of Science
- 1955: D.Sc. honorario, Harvard University
- 1956: Galardón al Mérito de Botanical Society of America

- La abreviatura «I.W.Bailey» se emplea para indicar a Irving Widmer Bailey como autoridad en la descripción y clasificación científica de los vegetales.[2]